# Gabrio Piola
Gabrio Piola Daverio (Milano, 15 luglio 1794 – Giussano, 9 novembre 1850) è stato un matematico e fisico italiano.
Proveniva da una nobile famiglia di Giussano. Studiò matematica e fisica all'Università degli Studi di Pavia. Scrisse numerosi trattati e memorie di fisica, meccanica e matematica. In particolare studiò il comportamento dei corpi sotto l'azione di forze. Legò il suo nome ai tensori nominali di tensione detti di Piola-Kirchhoff.

## Biografia
Gabrio Piola Daverio nacque il 15 luglio del 1794 da una nobile e ricca famiglia del patriziato milanese. Inizialmente studiò a casa, poi al liceo locale. Iniziò a studiare matematica all'Università di Pavia, come alunno di Vincenzo Brunacci, ottenendo il dottorato il 24 giugno del
1816. Non seguì la carriera accademica e, anche se gli venne offerta la cattedra di Matematica Applicata a Roma, preferì dedicarsi all'istruzione privata.
Un suo alunno fu Francesco Brioschi, che divenne professore di Meccanica razionale a Pavia e Presidente dell'Accademia dei Lincei.
Le ricerche di matematica e meccanica di Piola iniziarono nel 1824, vincendo un concorso, e il relativo premio, dell'Istituto Lombardo di Milano, con un lungo articolo sulla meccanica di Lagrange. Le sue ricerche di matematica contribuirono al calcolo delle differenze finite e al calcolo integrale, mentre in meccanica si dedicò alla meccanica del continuo e all'idraulica.
A suo nome è intitolata una piazza di Milano, e a sua volta la fermata omonima della metropolitana milanese Linea M2 presso Città Studi (non a caso sede delle facoltà scientifiche dell'Università degli Studi di Milano e sede centrale del Politecnico di Milano). Una statua marmorea del Piola, opera del 1857 dello scultore Vincenzo Vela, adorna il cortile d'onore del palazzo di Brera a Milano.

## Bibliografia

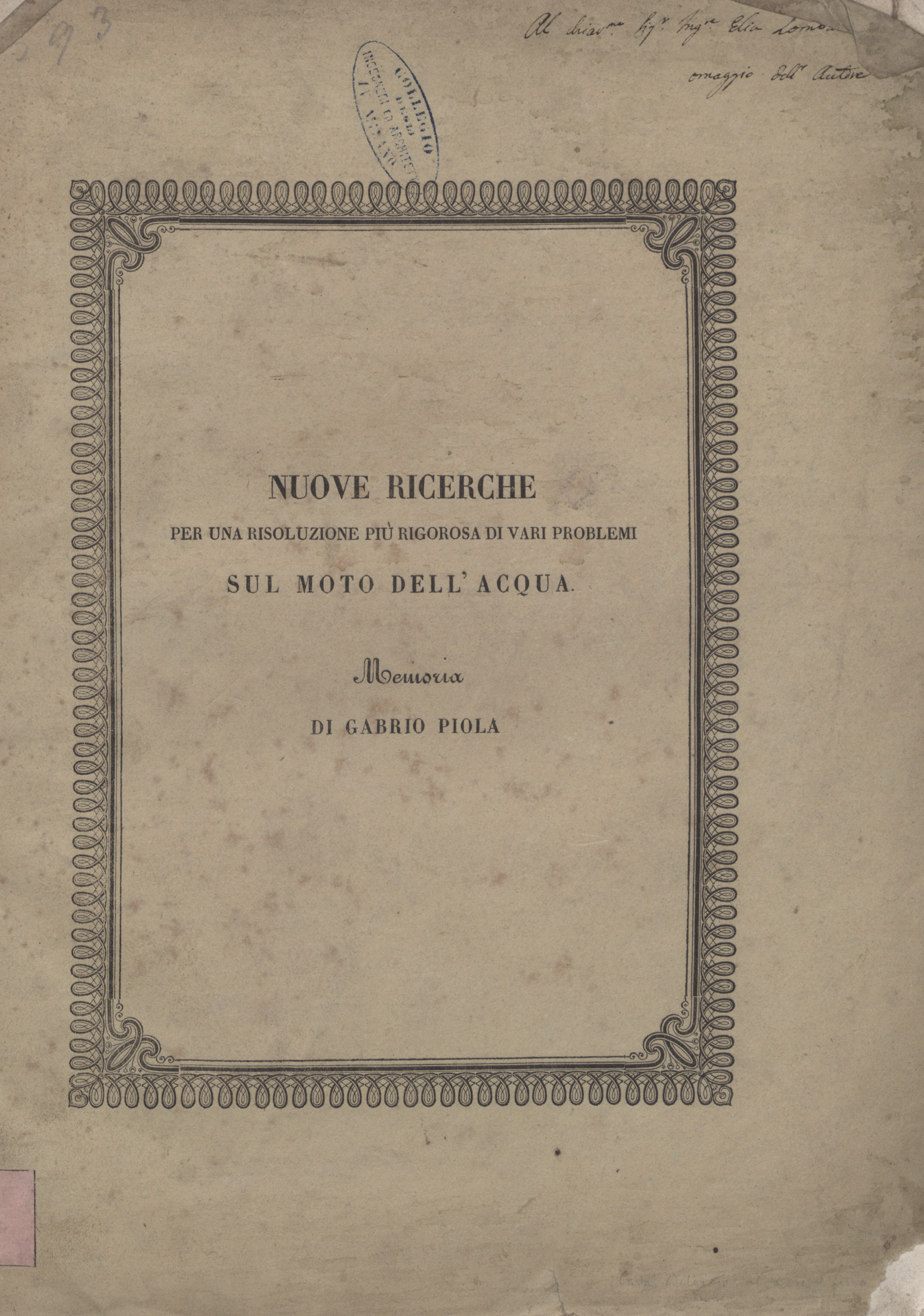
Nuove ricerche per una risoluzione più rigorosa di vari problemi sul moto dell'acqua (1843)

### Opere di Gabrio Piola
- Gabrio Piola, Sull'applicazione de' principj della meccanica analitica del Lagrange ai principali problemi. Memoria di Gabrio Piola presentata al concorso del premio e coronata dall'I.R. Istituto di Scienze, ecc. nella solennita del giorno 4 ottobre 1824, Milano, Imp. Regia stamperia, 1825
- Gabrio Piola, Sulla trasformazione delle formole integrali duplicate e triplicate,  Modena, Tipografia Camerale, 1828
- Gabrio Piola, Sulla teorica delle funzioni discontinue, Modena, Tipografia Camerale, 1830
- Gabrio Piola, Memoria sulla Teorica del Pendolo, Milano, Imp. Reg. Stamperia, 1831
- Gabrio Piola, Memoria sull'applicazione del calcolo delle differenze alle questioni dell'analisi indeterminata, Padova, Tip. del Seminario, 1831
- Gabrio Piola, La meccanica de' corpi naturalmente estesi: trattata col calcolo delle variazioni, Milano, Giusti, 1833
- Gabrio Piola, Nuova analisi per tutte le questioni della meccanica molecolare, Modena, Tipografia camerale, 1835
- Gabrio Piola, Nuove ricerche per una risoluzione più rigorosa di vari problemi sul moto dell'acqua: memoria, Milano, Bernardoni, 1840
- Gabrio Piola, Trattato sul calcolo degli integrali definiti: parte 1, Milano: Giusti, 1839
- Gabrio Piola, Sulla legge della permanenza delle molecole de' fluidi in moto alle superficie libere, Milano, Bernardoni, 1843
- Gabrio Piola, Sul moto permanente dell'acqua, Milano, G. Bernardoni e C., 1845
- Gabrio Piola, Memoria intorno alle equazioni fondamentali del movimento di corpi qualsivogliono considerati secondo la naturale loro forma e costituzione, Modena, Tipi del R.D. Camera, 1846
- Gabrio Piola, Di un principio controverso della Meccanica analitica di Lagrange e delle molteplici sue applicazioni (memoria postuma pubblicata per cura del prof. Francesco Brioschi), Milano, Bernardoni, 1856

#### Opere di Gabrio Piola digitalizzate
- Gabrio Piola, Nuove ricerche per una risoluzione più rigorosa di vari problemi sul moto dell'acqua, Milano, Tipografia di Giuseppe Bernardoni, 1843.

### Opere su Gabrio Piola
- Danilo Capecchi, "Gabrio Piola e la Meccanica italiana agli inizi dell'Ottocento",  Atti del XXIII Congresso Nazionale di Storia della Fisica e dell'Astronomia - Bari 5-7 giugno 2003, pp. 95–108 (testo in pdf)
- Andrea Filoni, Amedeo Giampaglia, "Gabrio Piola 1794-1850 Biografia di un matematico umanista" Città di Giussano, novembre 2006
- U. Andreaus, F. dell'Isola, R. Esposito, S. Forest, G. Maier, and U. Perego, The complete works of Gabrio Piola, volume I. Springer
- dell'Isola Francesco, Andreaus Ugo, Placidi Luca (in stampa). At the origins and in the vanguard of peridynamics, non-local and higher gradient continuum mechanics. An underestimated and still topical contribution of Gabrio Piola. MATHEMATICS AND MECHANICS OF SOLIDS, ISSN 1081-2865, doi: 10.1177/1081286513509811

- Danilo Capecchi, PIOLA DAVERIO, Gabrio, in Dizionario biografico degli italiani, vol. 84, Roma, Istituto dell'Enciclopedia Italiana, 2015.